# Narcisa Ramírez Mosquera
Narcisa Ramírez (Guayaquil) es concejal de Samborondón.

## Biografía
Estudió en el Colegio Nacional de Samborondón. Participó en el Festival de Música Nacional organizado por el Municipio de Samborondón en el año de 1999.
Grabó un disco en el estudio de su primo Cristian Murillo, con arreglos de Antonio Rodríguez y la intervención de músicos amigos, que contenía doce temas propios.
Aparte de su vida musical, Narcisa labora como concejala de Samborondón y es presidenta de la Comisión de Cultura. Aspira crear la Escuela del Pasillo y la Escuela del Alfarero en su cantón.